# Atmagea
Atmagea – wieś w Rumunii, w okręgu Tulcza, w gminie Ciucurova. W 2011 roku liczyła 188 mieszkańców.